# Mitchell Johnson
Mitchell Guy Johnson est un joueur de cricket international australie né le 2 novembre 1981 à Townsville. Ce fast-medium bowler gaucher a disputé son premier One-day International avec l'équipe d'Australie en 2005 puis son premier test-match en 2007 contre le Sri Lanka.

## Bilan sportif

### Principales équipes
- Queensland (2001-02 - 2008)
- Australie occidentale (2008-09 -)